# Ildefonso Pereda Valdés
Ildefonso Pablo Victoriano Pereda Valdés (Tacuarembó, 6 de marzo de 1899 - Montevideo, 17 de julio de 1996) fue un abogado, escritor, polígrafo, investigador, historiador y político uruguayo. 

## Biografía
Nacido en Tacuarembó, sus padres fueron Ildefonso Pereda y Benjamina Valdés y se trasladó a Montevideo a los doce años de edad
En 1920 fundó y dirigió la revista Los Nuevos, en la que se publicaron por primera vez en Uruguay, artículos de Apollinaire, Cocteau, Jacob y Reverdy.
Fue miembro de número de la Academia Nacional de Letras del Uruguay, Presidente del Centro de Estudios Folklóricos del Uruguay, de la Sociedad de Hombres de Letras, Sociedad Artiguista del Uruguay, de Amigos del Arte, socio honorario y uno de los fundadores del Cine Club, miembro de la Sociedad Folklórica del Uruguay, de la Sociedad Bolivariana del Uruguay e integrante de la Comisión de Honor de AGADU.
Fue miembro de relevancia de diversas Instituciones Internacionales de Argentina, Chile, Perú, Bolivia, Brasil, México, Venezuela, Cuba, EE.UU, España, Portugal.
Una de sus principales contribuciones fue la de iniciar e impulsar la «cruzada negra» en Uruguay que fomentó el estudio y difusión de la cultura y tradiciones afrouruguayas.
También se desempeñó como crítico cinematográfico, cronista teatral, Secretario de Actas de la Sociedad de Medicina de Montevideo. Ocupó en forma honoraria el cargo de Secretario de la Comisión de Post Guerra, presidida por el Dr. Jacobo Varela durante la presidencia de Juan José de Amézaga.
Fue fundador y director de la revista Los Nuevos que apareció en 1912.
Fue profesor de literatura en Enseñanza media y de Teoría del Folclore en el Instituto de Estudios Superiores; dictó cursos de Literatura Afroamericana en las Universidades de Santiago y Concepción (Chile) y Literatura en la Facultad de Paraná (Brasil) y en el Congreso de Africanistas en La Habana, al que concurriera invitado por Unesco. También intervino en otros congresos internacionales de América y Europa en carácter de invitado especial.
Fue representante diplomático (cónsul ad honorem de Venezuela), representante nacional (1923-26) y como tal presentó el primer proyecto para otorgar premios que estimularan la producción literaria nacional.

## Obras
- La casa iluminada (1920)
- El libro de la colegiala (1921)
- La guitarra de los negros (1926)
- Raza negra (1931)
- El sueño de Chaplín (1930)
- Música y acero (1930)
- El romancero de Simón Bolívar (1930)
- El arquero (1933)
- Antología de la moderna poesía uruguaya (1933)